# 木林镇
木林镇是中国北京市顺义区下辖的一个镇。

## 历史
1949年中华人民共和国成立时，木林镇属顺义县第三区，1956年8月撤区并乡，成立木林乡，1958年改为木林人民公社，1983年撤社建乡，1990年改镇。1997年与其南面的李各庄乡合并为木林镇。

## 地理
木林镇位于顺义区东北部。西靠北小营镇，东邻龙湾屯镇，南界杨镇地区，北接怀柔区杨宋镇、密云县河南寨镇。
地形以平原为主，东北部为浅山地，有贾山、唐指山、胡子山、呼奴山等山峰。林木面积1100万平方米，覆盖率19.5%。

## 行政区划
木林镇下辖26个行政村：
木林村、陈各庄村、蒋各庄村、魏家店村、东沿头村、西沿头村、长林庄村、孝德村、唐指山村、贾山村、茶棚村、安辛庄村、王泮庄村、大韩庄村、小韩庄村、马坊村、上园子村、大林村、陈家坨村、李各庄村、业兴庄村、陀头庙村、荣各庄村、前王各庄村、后王各庄村和潘家坟村。